# NGC 7132
NGC 7132 é uma galáxia espiral (Sc) localizada na direcção da constelação de Pegasus. Possui uma declinação de +10° 14' 29" e uma ascensão recta de 21 horas, 47 minutos e 16,4 segundos.
A galáxia NGC 7132 foi descoberta em 18 de Outubro de 1884 por Lewis A. Swift.